# Frankfort (condado de Marathon, Wisconsin)
Frankfort es un pueblo ubicado en el condado de Marathon en el estado estadounidense de Wisconsin. En el Censo de 2010 tenía una población de 670 habitantes y una densidad poblacional de 7,38 personas por km².

## Geografía
Frankfort se encuentra ubicado en las coordenadas 44°54′20″N 90°8′1″O / 44.90556, -90.13361. Según la Oficina del Censo de los Estados Unidos, Frankfort tiene una superficie total de 90.82 km², de la cual 90.8 km² corresponden a tierra firme y (0.02%) 0.02 km² es agua.

## Demografía
Según el censo de 2010, había 670 personas residiendo en Frankfort. La densidad de población era de 7,38 hab./km². De los 670 habitantes, Frankfort estaba compuesto por el 97.31% blancos, el 0.9% eran afroamericanos, el 0% eran amerindios, el 0.3% eran asiáticos, el 0% eran isleños del Pacífico, el 0.9% eran de otras razas y el 0.6% pertenecían a dos o más razas. Del total de la población el 2.39% eran hispanos o latinos de cualquier raza.